# Epitettix spheniscus
Epitettix spheniscus är en insektsart som beskrevs av Günther, K. 1974. Epitettix spheniscus ingår i släktet Epitettix och familjen torngräshoppor. Inga underarter finns listade i Catalogue of Life.